# Rubinho Valeriano
Rubens Donizete Valeriano, conhecido como Rubinho (São Pedro da União, 14 de agosto de 1979) é um ciclista brasileiro. Foi integrante da seleção brasileira de mountain bike masculina.
Nasceu em São Pedro da União e aos três anos mudou-se para Monte Santo de Minas.

## Trajetória esportiva

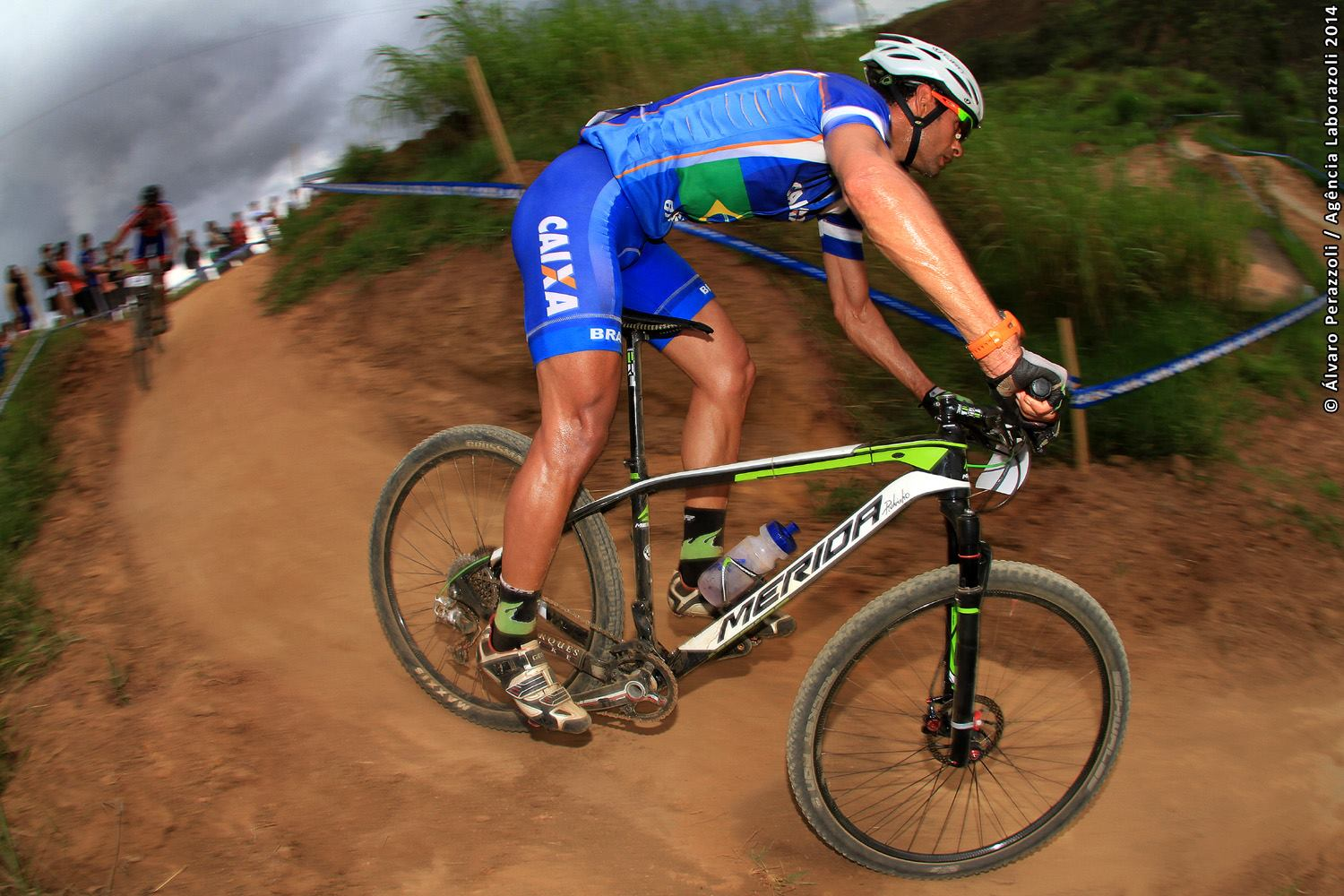
Rubens Donizeti Valeriano - Campeonato Panamericano de MTB 2014 - Barbacena - MG - Brasil

Era pedreiro e usava sua bicicleta como meio de transporte para ir à escola e, depois, para trabalhar.
Rubinho precisou de muito tijolo e argamassa para construir uma carreira de sucesso. Uma bicicleta de asfalto com pneu fino foi o primeiro meio de transporte para esse mineiro, que trabalhava como pedreiro em uma olaria de sua cidade natal.
Em 1996, teve seu primeiro contato com o mountain bike, quando houve uma competição em sua cidade. Passados dois meses, inscreveu-se em uma competição e terminou em 4º lugar na sua categoria.
No ano de 2000, ele teve que tomar uma difícil decisão e que mudaria para sempre a sua vida, parou de trabalhar e se dedicou exclusivamente ao esporte. Treinava sozinho e participava de provas que davam prêmios em dinheiro, para poder se sustentar. Em 2001, conseguiu seu primeiro patrocínio. Em 2004 assistiu à primeira participação do mountain bike em Jogos Olímpicos e se determinou a alcançar essa meta.
Depois de muitas medalhas em competições em todo Brasil e exterior, o sonho olímpico de Rubinho começou em 2007. Foi chamado para integrar a seleção brasileira de mountain bike que disputou os Jogos Pan-Americanos de 2007 no Rio de Janeiro e, surpreendentemente, o atleta levou a medalha de prata e conquistou a vaga para os Jogos Olímpicos de Pequim em 2008, onde foi o brasileiro melhor classificado, ficando na 21º colocação Ainda em 2007 ganhou o Campeonato Brasileiro de Mountain Bike.
Em 2011, nos Jogos Pan-Americanos de Guadalajara, o pneu de sua bicicleta furou no último quilômetro, levando-o a terminar a prova em 5º lugar, carregando sua bicicleta.
Em 2012 representou o Brasil nos Jogos Olímpicos de Londres, e chegou na 24º posição.

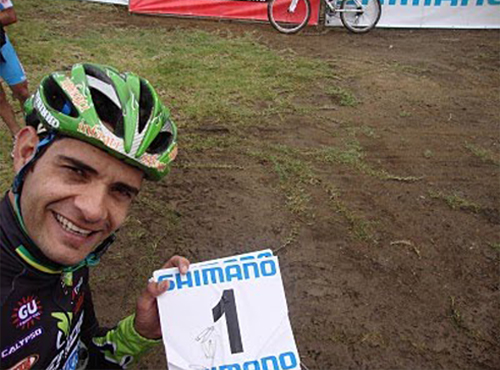
Rubens Donizeti Valeriano - Campeão SHIMANO SHORT TRACK em Medellín - Colômbia 26 de setembro de 2010

Participou dos Jogos Olímpicos de 2016 no Rio de Janeiro, e ficou em 30º lugar.
Atualmente representa o Brasil em várias competições internacionais.

## Títulos e outras conquistas
2016
- 17 de julho de 2016 – 2º Lugar – Campeonato Brasileiro de MTB XCO – juiz de Fora – MG - Brasil  [11]
- 03 de julho de 2016 - 90º Lugar (selim quebrado) - Campeonato Mundial MTB XCO 2016 - Nové Město na Moravě - República Checa  [12]
- 22 de maio de 2016 - CAMPEÃO - Abierto da Argentina de XCO - La Calera Cordoba - Argentina  [13]
- 15 de maio de 2016 - 3º Lugar - 2º ETAPA - Copa Internacional de MTB - São João Del Rei - MG - Brasil  [14]
- 08 de maio de 2016 - CAMPEÃO - Copa Chile Internacional de Mountain Bike - La Chila - Chile [15]
- 10 de abril de 2016 - 5º Lugar - 1º Etapa Campeonato Mineiro de Maratona XCM - Santana dos Montes - MG Brasil
- 03 de abril de 2016 - (DNF) - Não completou por problemas técnicos(pneu) - Campeonato Pan-Americano 2016 de MTB - XCO - Catamarca - Argentina  [16]
- 20 de março de 2016 - 3º Lugar - Copa Chile Internacional de Mountain Bike - Curicó - Chile  [17]
- 07 de março de 2016 - 9º Lugar - 1º ETAPA - Copa Internacional de MTB - Araxá - MG - Brasil  [14]
  - 07 de março de 2016 - 11º Lugar - 3º Estágio SHC UCI - XCO
  - 06 de março de 2016 - 9º Lugar - 2º Estágio SHC UCI - Short Track XCE
  - 05 de março de 2016 - 5º Lugar - 1º Estágio SHC UCI - Contra-relógio XCT
- 14 de fevereiro de 2016 – 5º Lugar - Taça Brasil de MTB XCO - Campo Largo (Paraná) - PR - Brasil  [18]

2015
- 08 de novembro de 2015 – HEXACAMPEÃO Geral - Copa Internacional de MTB – Congonhas – MG - Brasil  [19]
  - 08 de novembro de 2013 – 10º Lugar – 3º Etapa UCI Marathon Series - Copa Internacional de MTB – Congonhas – MG - Brasil
  -  07 de novembro de 2015 – CAMPEÃO - Desafio da Ladeira Uphill - 3º Etapa Copa Internacional de MTB – Congonhas – MG – Brasil
- 11 de outubro de 2015 – 12º Lugar – Evento Teste de MTB XCO para Olimpíadas 2016 Aquece Rio - Rio de Janeiro - RJ - Brasil [20]
- 04 de outubro de 2015 – 3º Lugar – Taça Brasil de XCO - Rio das Ostras - RJ - Brasil [21]
- 20 de setembro de 2015 – 2º Lugar – XCO Copa América de MTB - Catamarca - Argentina 
  - 19 de setembro de 2015 – 6º Lugar – XCE Sprint Eliminator - Copa América de MTB - Catamarca - Argentina
- 09 de agosto de 2015 - 52º Lugar - 5º Etapa Copa do Mundo de MTB XCO 2015 - Windham - USA [12]
- 19 de julho de 2015 – 5º Lugar – Campeonato Brasileiro de MTB XCO – Itaipava – RJ - Brasil  [22]
- 12 de julho de 2015 – 7º Lugar – Jogos Pan-americanos 2015 – Toronto - Canada  [23]
- 05 de julho de 2015 - 2º Lugar - Campeonato Mineiro de XCO - Santana dos Montes - MG Brasil  [24]
- 28 de junho de 2015 - CAMPEÃO - 3º Etapa - Campeonato Interestaduas de MTB - Poços de Caldas - MG Brasil  [25]
- 21 de junho de 2015 - 9º Lugar - Trophy Maja Race 2015 - Jelenia Góra - Polônia  [26]
- 14 de junho de 2015 60º Lugar - Alpentour- Trophy 2015 - Austria  [27]
  - 14 de junho de 2015 61º Lugar - 4 Etapa 14 km - PLANAI SCHAFALM - TIME TRIAL
  - 13 de junho de 2015 67º Lugar - 3 Etapa 69 km - Ramsau Dachstein
  - 12 de junho de 2015 67º Lugar - 2 Etapa 56 km - Hauser Kaibling
  - 11 de junho de 2015 60º Lugar - 1 Etapa 69 km - Hochwurzen - Giglachseen
- 31 de maio de 2015 - 96º Lugar - 2º Etapa Copa do Mundo de MTB XCO 2015 - Albstadt - Alemanha [12]
- 24 de maio de 2015 - 80º Lugar - 1º Etapa Copa do Mundo de MTB XCO 2015 - Nové Město na Moravě - República Checa [12]
- 17 de maio de 2015 - 2º Lugar - 2ª Etapa XCO - Copa Internacional de MTB - São João Del Rei- MG - Brasil  [28]
- 29 de março de 2015 - 6º Lugar - Panamericano de MTB - XCO - Cota - Cundinamarca - Colômbia  [29]
- 14 de março de 2015 - 3º Lugar - Copa Lippi MTB - Santiago - Chile  [30]
- 08 de março de 2015 - 3º Lugar Geral - 1ª Etapa Hors Class - Copa Internacional de MTB - Araxá- MG - Brasil  [28]
  -  08 de março de 2015 - 3º Lugar - 3º Estágio SHC UCI - Cross Country XCO [28]
  -  07 de março de 2015 - 3º Lugar - 2º Estágio SHC UCI - Short Track XCE [31]
  - 06 de março de 2015 - 4º Lugar - 1º Estágio SHC UCI - Contra-relógio XCT [32]
- 22 de fevereiro de 2015 - 2º Lugar - Abierto de Noa 2015 UCI Class 2 - San Javier/Tucumán - Argentina  [33]
- 15 de fevereiro de 2015 - 2º Lugar - Taça Brasil de MTB XCO - Campo Largo - PR -Brasil  [34]
- 07 de fevereiro de 2015 - CAMPEÃO - 1ª Etapa GP Ravelli XCO - Serra Negra - SP -Brasil  [35]

2014
- 23 de novembro de 2014 - CAMPEÃO - Jogos Abertos do Interior do estado de São Paulo - Cat. MTB - Bauru - SP - Brasil [36]
- 17 de novembro de 2014 - 3º Lugar - 2º Circuito Imbatível Pague Menos de MTB - Nova Odessa - SP - Brasil [37]
- 19 de outubro de 2014 - CAMPEÃO - Copa Avibe de MTB 2014 - Ubá - MG - Brasil
- 12 de outubro de 2014 - CAMPEÃO - 4ª etapa Copa Internacional de MTB - XCO - São Roque - SP - Brasil [38]
- 14 de setembro de 2014 - Prova Treino - 6º Etapa XCM - Copa kalangasbikes - São João da Boa Vista - SP
- 06 de setembro de 2014 - 79º Lugar - Campeonato Mundial MTB XCO 2014 - Hafjell - Noruega[12]
- 17 de agosto de 2014 – 18º Lugar – 3º Etapa Copa Internacional de MTB - XCM - Barbacena - MG - Brasil [39]
- 10 de agosto de 2014 - 78º Lugar - 6º Etapa Copa do Mundo de MTB XCO 2014 - Windham - USA[12]
- 03 de agosto de 2014 - 90º Lugar - 5º Etapa Copa do Mundo de MTB XCO 2014 - Mont-Sainte-Anne - Canadá[12]
- 20 de julho de 2014 - 5º Lugar - Campeonato Brasileiro de MTB XCO - Cotia - SP - Brasil[40]
- 08 de julho de 2014 - 2º Lugar - Modalidade Ciclismo MTB Elite - 58ª edição dos Jogos Regionais da 2ª Região Esportiva - Caraguatatuba - SP - Brasil
- 06 de julho de 2014 - CAMPEÃO - 2º Etapa - Taça Brasil MTB - UCI Classe 2 XCO - Rios das Ostras – RJ - Brasil[41][42]
- 01 de junho de 2014 - CAMPEÃO - VIII Copa Fest de MTB 2014 - Passos - MG - Brasil
- 25 de maio de 2014 - 3º Lugar - 70 km de Mountain Bike - Brasília - DF [43]
- 18 de maio de 2014 - 2º Lugar - 2ª etapa Copa Internacional de MTB - XCO - São João Del Rei - MG - Brasil [44]
  - 17 de maio de 2014 - 4º Lugar - Sprint Eliminator XCE - 2ª etapa Copa Internacional de MTB - XCO - São João Del Rei - MG - Brasil [45]
- 27 de abril de 2014 - CAMPEÃO - Desafio da Mantiqueira de MTB - Campos do Jordão - SP - Brasil [46]
- 30 de março de 2014 - 15º lugar - Pan-Americano de MTB 2014 XCO - Barbacena - MG - Brasil [47]
- 23 de março de 2014 - 3º Lugar - Geral 1ª etapa Copa Internacional de MTB - XCO - Araxá - MG - Brasil [48]
  - 23 de março de 2014 - 5º Lugar - 3º Estagio XCS 1ª etapa Copa Internacional de MTB - XCO - Araxá - MG - Brasil [48]
  -  22 de março de 2014 - 3º Lugar - 2º Estagio XCS 1ª etapa Copa Internacional de MTB - Short Track XCC - Araxá - MG - Brasil [49]
  -  21 de março de 2014 - 2º Lugar - 1º Estagio XCS 1ª etapa Copa Internacional de MTB - Contra-relógio XCT - Araxá - MG - Brasil [50]
- 15 de março de 2014 - 2º Lugar - Jogos Sul-americanos - Santiago - Chile [51]
- 09 de março de 2014 - 2º Lugar - 1º Etapa - Taça Brasil MTB XCO - Campo Largo – PR - Brasil[52]
- 08 de fevereiro de 2014 - 2º Lugar - Copa Chile Internacional UCI Classe 2 XCO - Chile [53]

2013
- 15 de dezembro de 2013 - 2º Lugar - 1º Circuito Imbatível de MTB Pague Menos by Ravelli - Nova Odessa - SP - Brasil[54]
- 07 de dezembro de 2013 - 4º Lugar - RED BULL Amazônia KIRIMBAWA - Manaus - AM - Brasil[55]
- 24 de novembro de 2013 - 5º Lugar - Campeonato Brasileiro de MTB XCM - Juiz de Fora - MG - Brasil [56]
- 02 de novembro de 2013 – 6º Lugar – Circuito Latino Americano MTB Shimano Short Track – Medellin - Colômbia[57]
- 20 de outubro de 2013 – CAMPEÃO - 77ª Edição dos Jogos Abertos do Interior do estado de São Paulo - Cat. MTB - Mogi das Cruzes - SP - Brasil
- 06 de outubro de 2013 – VICE-CAMPEÃO - Copa Internacional de MTB – Costa do Sauípe – BA - Brasil[58]
- 06 de outubro de 2013 – 6º Lugar – XCM 5º Etapa Copa Internacional de MTB – Costa do Sauípe – BA - Brasil[58]
- 05 de outubro de 2013 – CAMPEÃO - Short Track XCC - 5º Etapa Copa Internacional de MTB – Costa do Sauípe – BA - Brasil[58]
- 04 de outubro de 2013 – 3º Lugar - Contra Relógio XCT - 5º Etapa Copa Internacional de MTB – Costa do Sauípe – BA - Brasil[58]
- 08 de setembro de 2013 - CAMPEÃO - Shimano Fest Short Track - Mogi das Cruzes - SP - Brasil
- 01 de setembro de 2013 - 41º Lugar - Campeonato Mundial MTB XCO 2013 - Pietermaritzburg - África do Sul[12]
- 18 de agosto de 2013 – 6º Lugar – 4º Etapa Copa Internacional de MTB – Congonhas – MG - Brasil[58]
- 16 de agosto de 2013 – CAMPEÃO - Desafio da Ladeira Uphill - 4º Etapa Copa Internacional de MTB – Congonhas – MG - Brasil[59]
- 10 de agosto de 2013 - 36º Lugar - 4º Etapa Copa do Mundo de MTB XCO 2013 - Mont Sainte Anne - Canadá[12]
- 21 de julho de 2013 – 3º Lugar – Campeonato Brasileiro de MTB XCO – Juiz de Fora – MG - Brasil[60]
- 07 de julho de 2013 – CAMPEÃO - Modalidade MTB - 57º Jogos Regionais da 2º Região Esportiva do Estado de São Paulo 2013[61]
- 30 de junho de 2013 – 2º Lugar – 3º Etapa Copa Internacional de MTB – Divinópolis – MG - Brasil[58]
- 28 de junho de 2013 – 4º Lugar – Sprint Eliminator - 3º Etapa Copa Internacional de MTB – Divinópolis – MG - Brasil[58]
- 09 de junho de 2013 – CAMPEÃO - 2º Etapa - Copa Brasil de MTB XCO – Campo Largo – PR - Brasil[62]
- 19 de maio de 2013 – CAMPEÃO Taça Brasil XCO – Rios das Ostras – RJ - Brasil[63]
- 05 de maio de 2013 – 2º Lugar – 2º Etapa Copa Internacional de MTB – São João Del Rey – MG - Brasil[64]
- 07 de abril de 2013 - 4º Lugar - 17º Panamericano de MTB - Tafi Del Valle – Província de Tucuman - Argentina
- 24 de março de 2013 – CAMPEÃO 1º Etapa Copa Internacional de MTB – Araxá – MG - Brasil [65]
- 23 de março de 2013 – 5° lugar - Sprint Eliminator - 1º Etapa Copa Internacional de MTB – Araxá – MG - Brasil [66]
- 16 de março de 2013 – 2º Lugar - Copa Quaker-Cannondale XCO - Nevados de Chillán - Chile [12]
- 10 de março de 2013 – 4° lugar - 1º Etapa - Copa Brasil de MTB XCO – Campo Largo – PR - Brasil [67][68]
- 03 de fevereiro de 2013 – 2º Lugar – 1º Etapa - CIRCUITO CALOI GP RAVELLI – Itú – SP - Brasil[69]

2012
- 19 de novembro de 2012 - CAMPEÃO - Jogos Abertos do Interior - Bauru – SP
- 30 de setembro de 2012 - CAMPEÃO - 3º Etapa Taça Brasil de MTB - Campo Largo – PR - Brasil[70]
- 08 de setembro de 2012 - 47º Lugar - Mundial MTB XCO 2012 - Saalfelden - Austria[12]
- 26 de agosto de 2012 – 2º Lugar – Shimano Short Track – Mogi das Cruzes – SP - Brasil [71]
- 19 de agosto de 2012 - PENTA-CAMPEÃO – Copa Internacional – Congonhas – MG - Brasil [48]
- 19 de agosto de 2012 – 4º Lugar – 4º Etapa Copa Internacional – Congonhas – MG - Brasil [12]
- 12 de agosto de 2012 – 24º Lugar – Jogos Olímpicos de Verão de 2012 – Londres - Inglaterra [72]
- 15 de julho de 2012 – TRI-CAMPEÃO – Campeonato Brasileiro XCO – Salvador – BA - Brasil [73]
- 24 de junho de 2012 – CAMPEÃO – 3º Etapa Copa Internacional – Divinópolis – MG - Brasil [48][74]
- 20 de maio de 2012 – 2º Lugar – 2º Etapa Taça Brasil MTB – Rio das Ostras – RJ - Brasil[75]
- 06 de maio de 2012 – 2º Lugar – 2º Etapa Copa Internacional – São Lourenço – MG - Brasil [48]
- 22 de abril de 2012 - 2º Lugar - Portugal Cup XCO Marietel - Seia - Portugal [12]
- 08 de abril de 2012 – 3º Lugar - Pan-americano de MTB - Puebla - México [12]
- 25 de março de 2012 – 2º Lugar – 1º Etapa Copa Internacional – Araxá – MG - Brasil [12][48]
- 17 de março de 2012 – 4º Lugar - Copa Quaker-Cannondale XCO - Nevados de Chillán - Chile [12]
- 11 de março de 2012 – CAMPEÃO – 1º Etapa Taça Brasil MTB – Campo Largo – PR - Brasil[76]
- 26 de fevereiro de 2012 – CAMPEÃO – Copa Nacional - Orosi - Paraíso de Cartago – Costa Rica
- 12 de fevereiro de 2012 – CAMPEÃO – 1º Etapa GP Ravelli – ITU – SP - Brasil

2011
- 16 de outubro de 2011 - 5º Lugar - Jogos Pan-Americanos de 2011 - Guadalajara - México [12]
- 11 de setembro de 2011 - BI-CAMPEÃO - Shimano Short Track - Mogi das Cruzes - SP [77]
- 03 de setembro de 2011 - 48º Lugar - Mundial MTB XCO 2011 - Champery - Suíça[12]
- 21 de agosto de 2011 - TETRACAMPEÃO - Copa Internacional - Congonhas- MG
- 21 de agosto de 2011 - 2° lugar - 3º Etapa Copa Internacional - Congonhas- MG
- 07 de agosto de 2011 - CAMPEÃO - Final Campeonato Interestadual de MTB - Vinhedo- SP
- 31 de julho de 2011 - 10º Lugar - Olympic Test Event -  - Londres - Inglaterra[12]
- 17 de julho de 2011 - Bi-CAMPEÃO - Campeonato Brasileiro XCO - Caconde - SP[12]
- 3 de julho de 2011 - 3º Lugar - 1º Etapa Copa Santa Catarina de MTB - Balneário Camboriu - SC
- 19 de junho de 2011 - 5º Lugar - 2º Etapa Copa Internacional - São Lourenço - MG[12]
- 29 de maio de 2011 - CAMPEÃO - 2º Etapa Campeonato Interestadual de MTB - Vinhedo- SP
- 22 de maio de 2011 - 2° lugar - 2º Etapa - Taça Brasil de Mountain Bike – Rio de Janeiro - RJ
- 17 de abril de 2011 - 2º Lugar - 1º Etapa Copa Internacional - Araxá - MG[12]
- 3 de abril de 2011 - 12º Lugar - Pan-americano de MTB - Chia - Colombia
- 20 de março de 2011 - CAMPEÃO - 1º Etapa Campeonato Interestadual de MTB - Jarinu - SP
- 13 de março de 2011 - 2° lugar – 1º Etapa - Taça Brasil de Mountain Bike – Campo Largo – PR
- 13 de fevereiro de 2011 – 2° lugar – 1º Etapa GP Ravelli – Itú – SP

2010
- 21 de fevereiro de 2010 – CAMPEÃO - GP Ravelli – ITU – SP
- 7 de março de 2010 - CAMPEÃO - Sram 50 km – Vinhedo – SP
- 14 de março de 2010 - CAMPEÃO – Circuito Radical Globo – São Carlos – SP
- 23 de março de 2010 – 2° lugar - Jogos Sul-Americanos – Medellín – Colômbia[12]
- 28 de março de 2010 - CAMPEÃO – Copa Internacional Levorin – 1ª etapa – Araxá- MG
- 11 de abril de 2010 – 2° lugar – Pan-Americano de Mountain Bike – Guatemala[12]
- 25 de abril de 2010 – Claro 100 k – 5° lugar – Campinas – SP
- 2 de maio de 2010 - CAMPEÃO – 70 km de Brasília – Brazlandia – DF
- 12-16 de maio de 2010 – 8° lugar - Tour de La Ville d´Aoste - Val di Sole – Itália
- 23 de maio de 2010 – 54° lugar – 3ª Etapa World Cup – Offenburg – Alemanha[12]
- 30 de maio de 2010 - 8° lugar - Val d´Arda Bike Tedaldi Antonio A.M. – Lugagnano – Itália
- 13 de junho de 2010 - CAMPEÃO – 2ª etapa da Copa Internacional Levorin – São Lourenço - MG
- 4 de julho de 2010 - CAMPEÃO – Copa Santa Catarina de mountain Bike – Balneário Camboriú – SC
- 18 de julho de 2010 – 2° lugar – Brasileiro de Cross Country – Campo Largo – PR
- 25 de julho de 2010 - CAMPEÃO – Short Track São Silvano – Morungaba – SP
- 15 de agosto de 2010 - CAMPEÃO – Shimano Fast Short Track – Santana do Parnaíba – SP
- 22 de agosto de 2010 - CAMPEÃO – 3ª etapa Copa Internacional Levorin – Congonhas – MG
- 22 de agosto de 2010 - TRICAMPEÃO - Copa Internacional - Congonhas- MG
- 4 de setembro de 2010 – 35° lugar - Mundial MTB XCO 2010 – Moint-Sainte-Anne – Canadá[12]
- 19 de setembro de 2010 - CAMPEÃO – Copa Internacional de Mountain Bike Paraná - Campo Largo – PR
- 21 de novembro de 2010 - 2° lugar - Brasileiro de Maratona – Caconde – SP [78]

2009
- 3º Lugar - Campeonato Brasileiro XCO de MTB - Resende/RJ - Brasil - 19 de julho de 2009 [79]
- Campeão MTB 12 Horas
- Campeão 70KM de Ceilândia
- Campeão Copa Internacional Vzan de MTB
- Campeão 2ª Etapa Copa Internacional de MTB - São Lourenço - MG
- BICAMPEÃO da Copa Internacional de MTB
- Bicampeão Shimano Short Track São Silvano
- Campeão Copa ALE Inconfidentes
- 31º Lugar - Melhor Brasileiro no Mundial de Mountain Bike
- Campeão 1ª etapa do GP Ravelli
- Campeão 2ª etapa do GP Ravelli
- Bicampeão GP Ravelli 2009
- Campeão 1ª etapa do X-Terra – Estrada Real,
- Campeão 1ª etapa da Copa Inconfidentes

2008
- Campeão Moda Cup 2008
- Campeão GP Ravelli 2008
- Campeão Shimano Short-Track São Silvano
- CAMPEÃO da Copa Internacional de MTB
- Vice-Campeão Brasileiro Cross Country
- Melhor Brasileiro colocado nas Olimpíadas de Pequim 21º Lugar
- 25º Lugar - Melhor Brasileiro no Mundial de Mountain Bike

2007
- Campeão Brasileiro XCO de MTB - 23 de julho de 2007 - Ouro Preto/MG Brasil
- Medalha de prata nos Jogos Pan-americanos de 2007 na modalidade mountain bike
- Campeão Copa Assitur de MTB

2006
- 3º Lugar - Campeonato Brasileiro XCM de MTB - São Lourenço/MG - Brasil [80]